# Jakob Bissinger

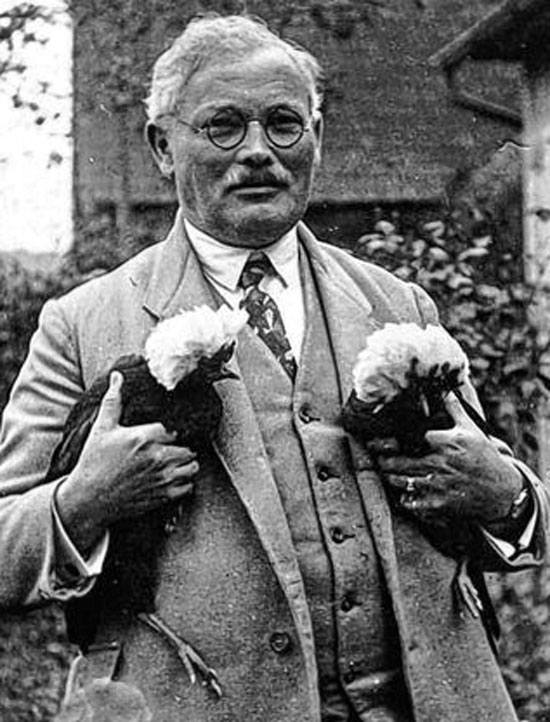
Jakob Bissinger (um 1930) mit Hühnern

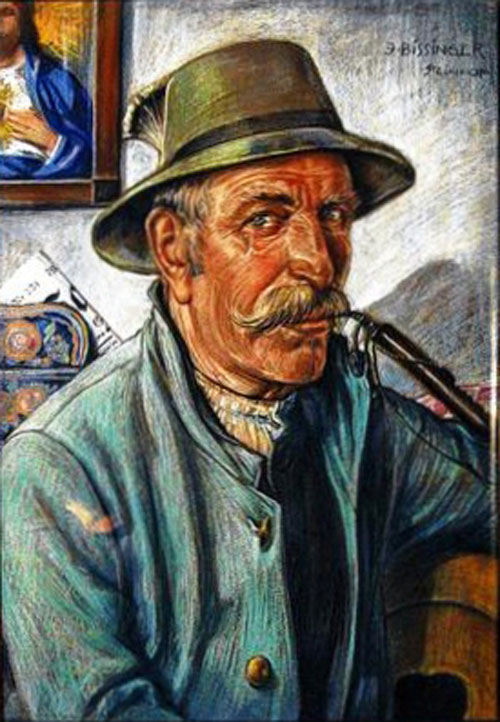
Bild eines Jägers oder Landwirts (1924); Signatur: J. Bissinger, Steinhof

Jakob Bissinger (* 1. Oktober 1873 in Zeubelried, heute Stadtteil von Ochsenfurt; † 13. Juni 1933 in Hausen, heute Stadtteil von Bad Kissingen) war ein deutscher Maler.

## Leben
Bissinger war der Sohn eines Landwirtes und studierte ab 20. April 1898 (Matrikelnummer 1819) an der Akademie der Bildenden Künste München in der Malschule von Otto Seitz (1846–1912). Später arbeitete er zeitweilig in Tirol.
Als Kurgast im Anwesen Steinhof 93 in Hausen, seiner späteren Heimat, lernte Bissinger die Tochter seiner damaligen Wirtsleute, Margarete Kiesel (* 25. Juli 1876), kennen, die er später auch heiratete. Die Ehe blieb kinderlos.
Nach seiner Hochzeit lebte Bissinger bis zu seinem Tod im Hausener Weiler Steinhof 4 in Nachbarschaft seiner Schwiegereltern und verdiente seinen Unterhalt durch Auftragsarbeiten in der Region um Bad Kissingen. Der akademische Kunstmaler malte Kirchen aus und porträtierte Menschen aus der Region.
In der Kirche St. Joachim und Anna in Kleinbrach malte Bissinger zwischen 1914 und 1915 die Innenräume im Auftrag der Gemeindeverwaltung aus. Die Kosten wurden damals mit 1.500 Mark angegeben. Auch in der alten Kirche von Bad Bocklet sowie in der Sieben-Schmerzen-Kapelle in Wollbach (1915) sind Malereien von ihm erhalten, jedoch heute in großen Teilen übertüncht.
Über seine Arbeit in Wollbach schrieb die Bad Kissinger Saale-Zeitung am 11. Juli 1915: „Die Malereien stammen, ebenso wie die Entwürfe zu der im Geiste des Ganzen geschnitzten Eingangstüre und des Antipendiums von der Hand des Kunstmalers Bissinger vom Steinhof bei Kissingen. Bissinger, der bereits im vorigen Jahre durch seine Restaurierungsarbeiten in der Kirche zu Kleinbrach allseitige Anerkennung und Bewunderung seines Könnens fand, zeigte sich auch diesen neuen Aufgaben gegenüber als technisch gewandt und hat sich mit tiefem Verständnis für die kirchlich-religiösen Anforderungen gelöst.“ Für seine Arbeit inklusive Farben erhielt der Maler damals 320 Mark.
Im Jahr 1920 schuf er im Querschiff und im Chor der Kirche St. Ulrich in Poppenroth neue Deckenbemalungen.
Vor und nach dem Ersten Weltkrieg war Bissinger auch in Bad Kissingen und Umgebung vielen Vereinen bei der Dekorationsgestaltung von Vereinsfesten sowie bei der Gestaltung von Urkunden und Plakaten ein unentbehrlicher Helfer.
Noch am Tag seines Todes schrieb die Saale-Zeitung in ihrem Nachruf am 13. Juni 1933: „Todesfall. In seinem 59. Lebensjahre ist heute früh der Kunstmaler Herr Jakob Bissinger einem Schlaganfall erlegen. Seit einer Reihe von Jahren auf dem Steinhofe vor der Oberen Saline ansässig, wurde er auch hier eine bekannte Persönlichkeit. Seine künstlerischen Arbeiten, besonders seine Kirchenmalereien in der Umgebung (Bocklet, Kleinbrach) und früher in Tirol, sowie die von ihm gemalten Ehrenurkunden und Plakate für Festlichkeiten fanden allgemein anerkennende Beachtung.“